# Vita Karoli Magni
Pour les articles homonymes, voir Magni (homonymie).
Vita Karoli Magni (La Vie de Charlemagne) est une œuvre écrite vers 830 par Éginhard (vers 770-840), personnalité proche de Charlemagne, qui règne de 768 à 814 d'abord comme roi des Francs puis comme empereur (800), et de son fils Louis le Pieux (empereur de 814 à 840). 
C'est une des plus célèbres biographies royales du Moyen Âge et une source importante concernant Charlemagne et son règne.

## Présentation
Les historiens décrivent traditionnellement l'œuvre d'Éginhard comme le premier exemple de biographie royale au Moyen Âge. 
L'auteur, féru de culture classique à l'époque de la Renaissance carolingienne, s'efforce d'imiter l'historien romain Suétone, auteur de la Vie des douze Césars, à l'origine d'un genre historique, la série de biographies impériales. Éginhard calque sa biographie de Charlemagne surtout sur celle d'Auguste, premier empereur romain (de 27 av. J.-C. à 14 apr. J.-C.), présentant Charlemagne comme un être lumineux et un monarque extraordinaire.

## Circonstances de la composition
La Vita Karoli a probablement été écrite entre 829 et 836. À cette époque, Éginhard écrit pour la cour de Louis le Pieux, qui a sans doute doute commandé la Vita Caroli, un panégyrique de Charlemagne.
Peu après la mort d'Éginhard, l'abbé de Fulda, Walahfrid Strabo, rédige un prologue au texte d'Éginhard, dans lequel il présente l'œuvre et son auteur. C'est grâce à lui que la Vita est sans contestation attribuée à Éginhard, qui ne se nomme jamais dans son œuvre et ne mentionne pas le rôle qu'il a pu jouer dans plusieurs des évènements rapportés, mais signale tout de même qu'il a eu des relations amicales avec l'empereur et sa famille.

## Contenu
La Vita Karoli comporte, après le prologue, une introduction et cinq livres. Dans l'introduction, Éginhard présente son travail et ses objectifs. Le livre I est consacré à la fin de la dynastie des Mérovingiens et aux Carolingiens (Charles Martel et Pépin le Bref) jusqu'à l'avènement de Charlemagne. Le livre II traite des campagnes militaires et des affaires politiques de Charlemagne. Le livre III décrit sa vie et celle de sa famille. Le livre IV évoque les derniers temps de la vie de l'empereur. Le livre V est une transcription du testament de Charlemagne. L'ouvrage s'achève par un éloge de Louis le Pieux, destinataire premier de l'œuvre. Cette composition correspond au modèle fourni par Suétone dans sa Vie des douze Césars, en particulier celle d'Auguste.

## Les historiens contemporains et laVita Karoli
Le mode de composition suivi par Éginhard a suscité de la part des tenants de la méthode hypercritique une remise en cause totale de l'authenticité des faits rapportés dans la Vita Karoli Magni.[C'est-à-dire ?]

## Éditions modernes
- Eginhard, Vita Caroli, dans Two Lifes of Charlemagne, traduction de Lewis Thorpe, Harmondsworth, Penguin Books, 1974.
- Eginhard, Vita Karoli Magni / The Life of Charlemagne, édition en latin et anglais, traduit par Firchow, Evelyn S. et Edwin H. Zeydel, Dudweiler/Sarrebruck, AQ-Verlag, 1985.
- Eginardo, Vita Karoli, édition de P. Chiesa, Florence, SISMEL et éditions del Galluzzo, 2014.
- Éginhard, Vie de Charlemagne, édition et traduction de Louis Halphen, Paris, Les Belles Lettres, coll. « Les classiques de l'histoire de France au Moyen Âge », 1994, XXIII-128 p.,  (ISBN 2-251-34000-9).
- Éginhard, Vie de Charlemagne, texte, traduction et notes sous la direction de Michel Sot et Marie-Christine Veyrard-Cosme, Paris, les Belles lettres, coll. « Les classiques de l'histoire de France au Moyen Âge », 2014, CXIII-112 p.,  (ISBN 978-2-251-34304-4).